# Диктатор ЗУНР
Диктатор ЗУНР — тимчасовий (на час надзвичайної ворожої загрози в часі війни) титул найвищої державної посадової особи з повноваженнями верховного військово-політичного зверхника (верховного головнокомандуючого) в Західно- Українській Народній Республіці.
Надали його (як «уповновласнений диктатор») Євгену Петрушевичу Президія виділу УНРади і Державний секретаріат ЗУНР на спільному засіданні в Заліщиках 9 червня 1919.
19 жовтня 1918 р. УНРада проголосила Українську державу (опісля ЗУНР) на всій території Галичини, Буковини і Закарпаття. Було вирішено виробити демократичну конституцію та обрано президента Української Народної Ради, яким став Євген Петрушевич. Проте через польсько- українські протиріччя в Галичині уже з листопада 1918 р. почалась польсько-українська війна 1918—1919 рр.
На початку червня 1919 року польські збройні сили, посилені пересланими з Франції свіжими військами ген. Галлєра, захопили майже всю Галичину, за винятком терену між Дністром і нижнім Збручем. У зв'язку з надзвичайною ворожою загрозою і військовою небезпекою для подальшого існування ЗУНР 9 червня 1919 р. уряд С.Голубовича склав свої повноваження, а Виділ УНРади передав всю повноту військової і цивільної влади Є.Петрушевичу, який отримав титул Диктатора ЗОУНР (див. текст Закону http://oldnewspapers.com.ua/node/544 [Архівовано 22 липня 2015 у Wayback Machine.]). 
Цікаво, що і деякі східно-українські визначні військовики (зокрема Оскілко і Болбочан) виступили тоді за обняття Петрушевичем і посади голови Директорії УНР, в усякому разі їх в цьому намаганні обвинуватили (ліво-соціалістичні і прорадянські елементи в УНР). Що ж до Петлюри, то він виступив рішуче проти Диктатури ЗУНР….
Для виконання покладених на нього функцій Є.Петрушевич створив при собі тимчасовий виконавчий орган — Раду Уповноважених Диктатора і Військову Канцелярію.
16-18 липня 1919 р. УГА відступила за р. Збруч. Територію ЗОУНР окупували польські війська.
Таким чином, фактично Диктатура тривала лише близько 1 місяця, хоча формально Петрушевич не склав повноважень Диктатора аж до кінця існування ЗУНР (1923 р.)
Передача всієї повноти військової і цивільної влади одній особі була зумовлена надзвичайно критичним становищем ЗУНР і загрозою втрати державності внаслідок наступу переважаючих польських військ. Замість уряду Є. Петрушевич призначив Раду уповноважених Диктатора:
- С. Витвицький (закордонні справи),
- С. Голубович (внутрішні справи),
- В. Курманович (військові справи),
- І. Мирон (транспорт),
- О. Назарук (преса).

Керівництво армією Диктатор ЗУНР здійснював через Військову канцелярію. Начальним вождем (головнокомандуючим) УГА замість О. Омеляновича-Павленка 25 травня призначено О. Грекова, 6 липня того ж року його замінено М. Тарнавським.
Під натиском переважаючих польських військ УГА змушена була залишити територію краю і перейшла на Велику Україну. Диктатор і Рада уповноважених перебували в місті Кам'янець (нині Кам'янець-Подільський). У листопаді 1919 вони виїхали до Відня (Австрія), де дипломатичними засобами продовжували боротися за визнання ЗУНР.
В цілому запровадження Диктатури ЗУНР, незважаючи на поразку Визвольних Змагань 1918-23рр., було доцільним кроком. Зокрема, вдалось зупинити ширення анархії, зміцнити дисципліну і піднести бойовий дух в ГА, яка спромоглась на протинаступ (т. зв. «Чортківська офензива») та скріпити морально-політичний настрій всього населення краю та заохотити його на подальшу антипольську боротьбу (зокрема, тоді до армії зголосилось зверх 80 тис. добровольців, яких, одначе, всіх виявилось неможливим прийняти через брак боєприпасів). А Петрушевич, як високо освічений і досвідчений державний діяч, досить гідно діяв на надзвичайно важливій і відповідальній посаді Диктатора (хоча, якийсь час напередодні військовими колами ЗУНР на Диктатора розглядались кандидатури досвіченого ґен. Курмановича, але той якраз хворів, і активного ґен. Кравса, оскільки Петрушевич ні не був професійним військовим, ні не мав військової освіти). Це було великим недостатком Диктатора Петрушевича як, власне, верховного головнокомандуючого. Але ситуацію трохи рятувала наявність в ЗУНР, обіч главковерха (ним, власне, і став Диктатор Петрушевич), ще й посада головкома армії («Начального вождя» ГА), якими почергово були, зокрема, й здібні генерали Греков, Тарнавський, у військово-оперативне керівництво армією яких Петрушевич не надто втручався.
Диктатура ЗУНР відбулась вповні законно і в протореному руслі класичних європейських диктатур чи то старих часів (Стародавний Рим до н. е.), чи то новітніх (Польща часів повстання 1863 р., коли там було кілька Диктаторів, чи 1918 р., коли Пілсудський отримав подібне звання Начальника держави); її не слід плутати з різними азійськими «тираніями» чи то «деспотіями».
Диктатура ЗУНР, хоча за неї, зрозуміло, і відбулось тимчасове обмеження «демократії», зовсім не означала якихось серйозних утисків чи обмеження основних прав і свобод ні корінному (українському) населенню Галичини, ні її нацменшинам. Вона в жодному разі не переросла в якусь особисту тиранію чи то деспотію Петрушевича. А тому може служити важливим уроком з Новітної історії як України, так і цілої Європи, як слід організувати вище державне керівництво країни в час надзвичайної ворожої небезпеки…